# Parafia św. Stanisława w Żdanowie
Parafia św. Stanisława Biskupa w Żdanowie – parafia rzymskokatolicka znajdująca się w dekanacie Krasnobród, w diecezji zamojsko-lubaczowskiej. 
Parafia erygowana została 25 maja 1994 roku, dekretem biskupa zamojsko-lubaczowskiego, Jana Śrutwę. 
Do parafii należą wierni z następujących miejscowości: Skokówka, Zwódne, Żdanów, Żdanówek.